# لوكا سيتشيني
لوكا سيتشيني (بالإيطالية: Luca Cecchini)‏ هو لاعب كرة قدم إيطالي في مركز الدفاع، ولد في 10 أبريل 1993 في سان دانييل ديل فريولي في إيطاليا. لعب مع نادي تريستينا ونادي تيرامو ونادي فيرتوس إينتيلا.

## وصلات خارجية
- لوكا سيتشيني على موقع قاعدة بيانات كرة القدم.إي يو (الإنجليزية)
- لوكا سيتشيني على موقع Soccerway.com (الإنجليزية)